# Charleville (Ardennes)
Pour les articles homonymes, voir Charleville.
Charleville est un quartier de Charleville-Mézières et une ancienne commune française, située dans le département des Ardennes en région Grand Est.
Elle est devenue en 1966 Charleville-Mézières, après la fusion de cinq communes (Mézières, Mohon, Étion, Montcy-Saint-Pierre). Charleville est la ville natale du poète français Arthur Rimbaud (1854-1891).

## Toponymie
La ville fut fondée par Charles Ier de Mantoue en 1610.

## Histoire

### Fondation de Charleville: une cité princière et ducale

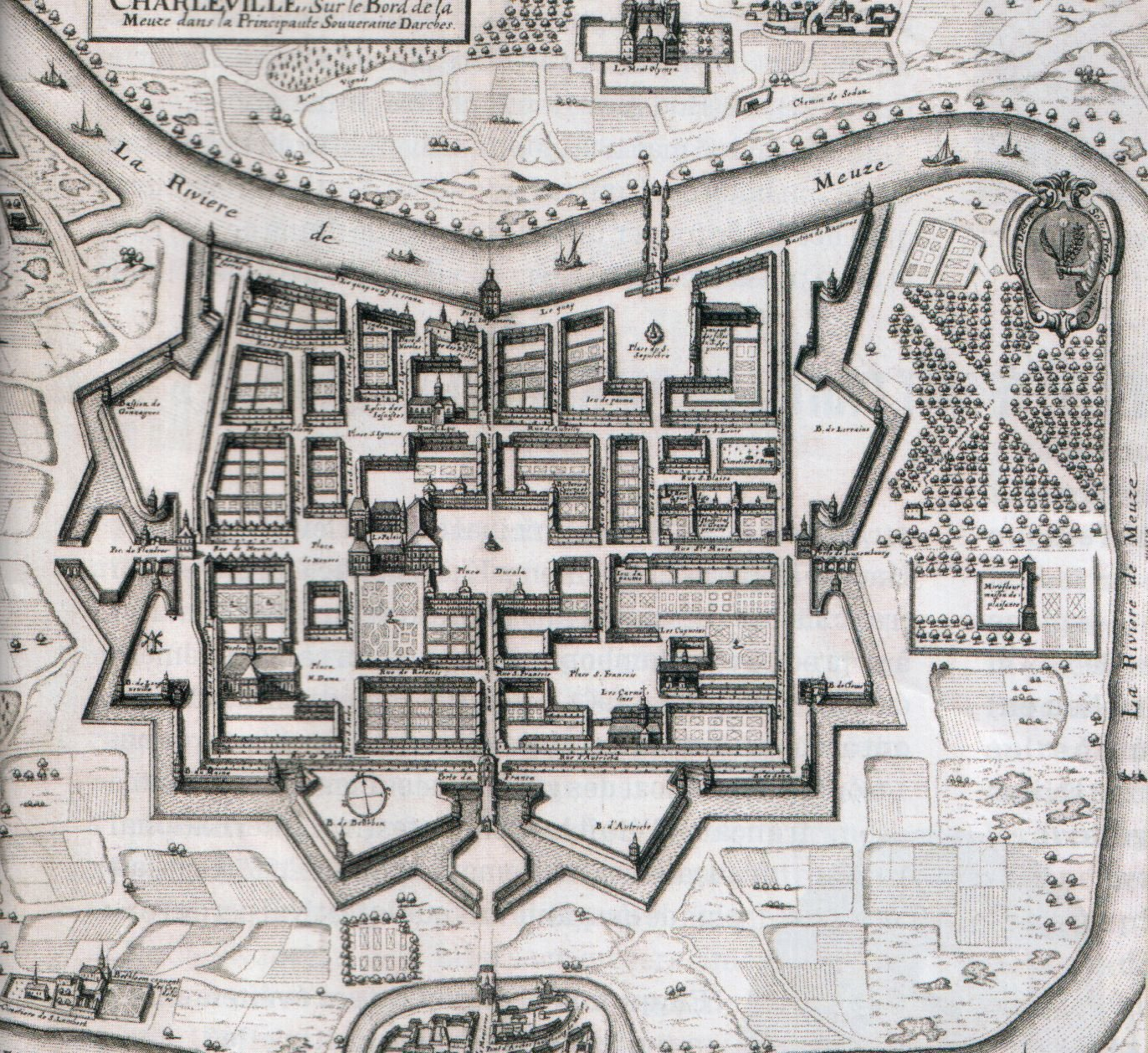
Plan idéal de Charleville, gravure de 1625, collections du musée de l'Ardenne

C'est le 6 mai 1606, le jour de son 26e anniversaire, que Charles Ier Gonzague (1580-1637), duc de Nevers et de Rethel, prince souverain de la principauté d'Arches, décide d'y fonder « sa » ville, qu'il nomme dès 1608 d'après son nom : Charleville. La principauté, située aux frontières du royaume de France, ne comporte alors qu'un bourg existant depuis le Moyen-Âge, appelé Arches, qui va être absorbé par la nouvelle cité. Charles Ier Gonzague ambitionne de créer une cité idéale, d'après des principes politiques, urbains et architecturaux hérités de la Renaissance. Pour ce faire, il fait appel à l'architecte Clément II Métezeau, frère de Louis Métezeau, l'architecte de la place des Vosges à Paris. Le plan urbain démontre une volonté d'organisation géométrique et rationnelle, ainsi qu'une inspiration antique. Le centre de la cité est occupé par la Place Ducale, d'où filent des rues perpendiculaires en direction des quatre points cardinaux, rappelant le forum romain où se rejoignent cardo et decumanus. Ces axes Nord/Sud/Est/Ouest répartissent la cité en quatre quartiers, dénommés d'après les églises et les ordres religieux qui les occupent : Saint-Ignace (quartier des Jésuites), le Saint-Sépulcre (quartier des Sépulcrines), Saint-François (quartier des Franciscains), Notre-Dame. Pendant trois décennies, Charles Ier Gonzague fait émerger sa cité : il fait construire, il offre des terrains à lotir, il fonde une administration, une législation et une fiscalité. Pour peupler sa ville, il attire des commerçants, des artisans, des religieux, en octroyant des privilèges et une politique fiscale avantageuse, parfois en accordant gratuitement un terrain ou des rentes ; mais il remet aussi en vigueur le droit d'asile en donnant le droit de bourgeoisie à ceux qui, poursuivis pour divers délits, crimes, ou endettement, viendraient habiter la cité (à l'exception de ceux poursuivis pour crime de lèse-majesté). Cette mesure efficace est peu appréciée par les cités voisines et plusieurs contemporains voient en Charleville « l'égout des autres villes ». Cette nouvelle cité ducale se veut être une place forte au service de la Contre-Réforme catholique, en rivalité avec Sedan, autre capitale princière mais fief protestant. Le développement de Charleville concurrence aussi sa voisine directe, Mézières, ville commerçante et militaire au passé prestigieux. La cité idéale projetée par Charles Ier Gonzague reste néanmoins inachevée : en 1629, le duc part pour l'Italie à la suite de la mort de son cousin, et doit livrer une guerre ruineuse pour revendiquer son héritage et devenir duc de Mantoue et de Montferrat. Charleville ne fut donc jamais dotée ni du palais ducal initialement projeté au bord de la Place Ducale, ni de la cathédrale Notre-Dame prévue dans le quartier sud-ouest. Comme cité idéale fondée par un haut dignitaire, Charleville peut être comparée à Sabbioneta, fondée au xvie siècle par un autre membre de la famille de Gonzague, ou encore à Richelieu ou Henrichemont.

### XVIIe–XVIIIesiècles

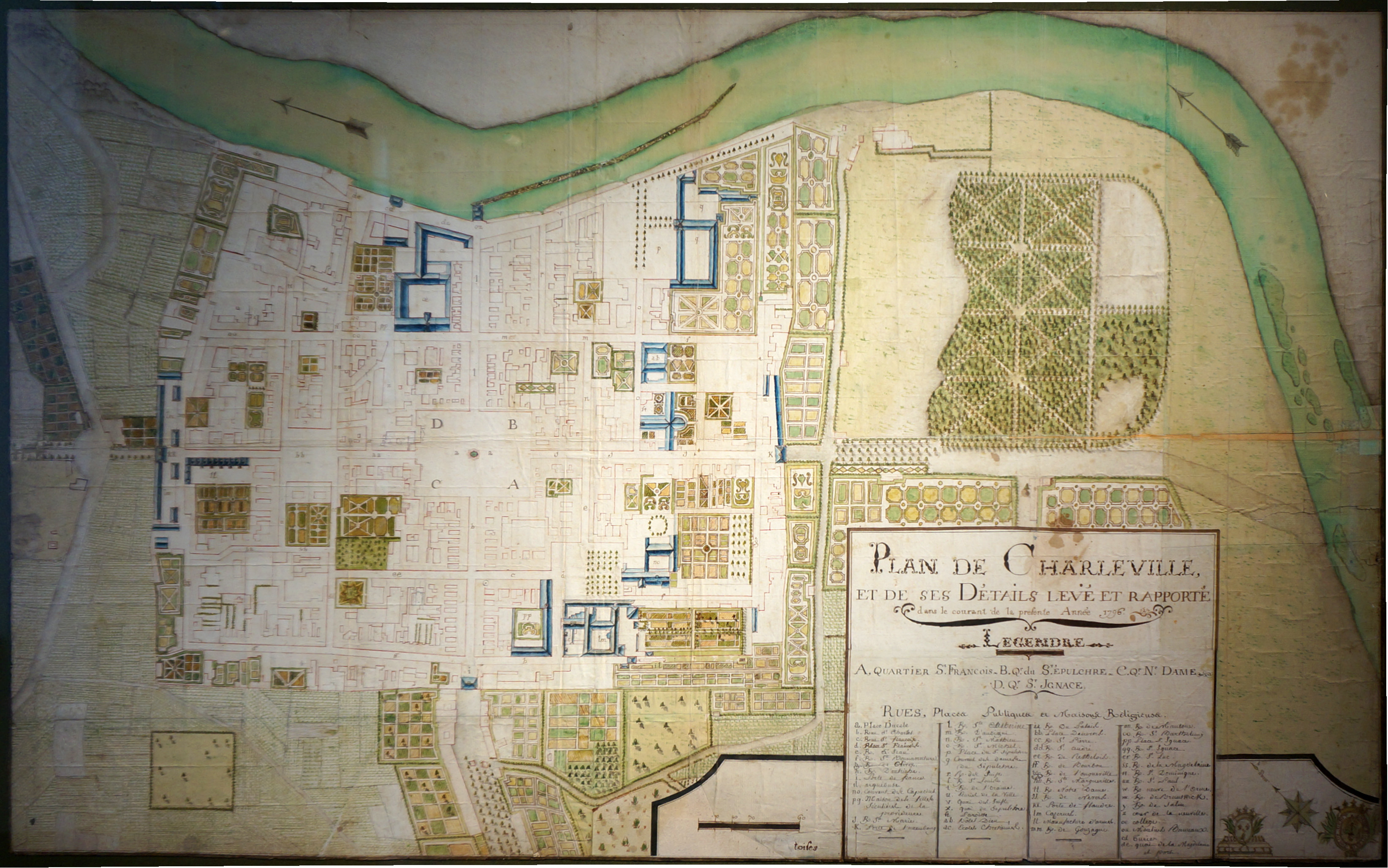
Plan de Charleville en 1796, collections du musée de l'Ardenne

En 1708, Charleville tombe dans le domaine royal à la mort de Charles III Ferdinand de Gonzague : Anne de Bavière, petite-fille de Charles Ier Gonzague et princesse de Condé, hérite de Charleville, qui perd du même coup son titre de principauté souveraine. En 1790, la ville devient chef-lieu de district jusqu'en 1800. Elle devint la même année chef-lieu du département pour une courte période, mais le titre de préfecture est emporté par Mézières. Au cours de la Révolution française, la commune de Charleville porte provisoirement le nom de Libre-Ville ou Libreville.
- L'hospice du Grand-Prieuré

L'ancien hôpital Corvisart a succédé à l'hôpital du Grand-Prieuré de la Milice chrétienne et à l'hôtel-Dieu de Saint-Louis. Le Grand-Prieuré avait reçu, le 4 novembre 1634, de Charles Ier Gonzague, son fondateur, la donation d'une rente annuelle et perpétuelle de 3 000 livres, à prendre sur les revenus du duché de Rethelois, et notamment sur les moulins banaux de Mézières, pour l'entretien de 48 pauvres. L'hospice bénéficie, en outre, de donations particulières, parmi lesquelles celle des habitants de Cormicy-en-Vermandois. Ceux-ci donnent le 20 juillet 1623 une maison qu'ils possèdent à Charleville, appelée la maison de Cormicy, pour en employer le revenu à la nourriture des pauvres de l'hôpital. Lors de la fondation de Charleville, Charles de Gonzague avait imposé aux cités de son gouvernement de Champagne l'obligation d'y construire chacune une maison, à leurs frais.
Les bâtiments du Grand-Prieuré, qui devaient être construits sur un plan grandiose, ne furent pas achevés, faute de ressources. Il se chargeait de faire des distributions aux pauvres, et de donner des secours aux malades, à domicile. L'hôpital du Grand-Prieuré est remplacé, au mois de septembre 1742, par l'hôtel-Dieu de Saint-Louis. La création du nouvel établissement est due à Henri-Louis de Bourbon, père du prince de Condé, qui meurt avant de voir son œuvre terminée.
- La manufacture d'armes

La manufacture d'armes est fondée en 1667. Les métallurgistes sont attirés par une habile politique à base d'immunités et d'impôts légers. Dès 1688, le privilège de Manufacture royale lui est accordé : la manufacture est chargée de produire les armes à feu pour l'armée royale française. Le Tsar Pierre le Grand, lors de son tour d'Europe, est passé àCharleville en 1707 pour visiter la manufacture d'armes. Les armes de la manufacture royale sont surtout connues pour avoir constitué la cargaison de fusils (modèles 1766 et 1777, dit fusil Charleville) envoyés, dans le navire l'Hermione dirigé par le marquis de La Fayette, pour prêter secours aux insurgés américains lors de la guerre d'indépendance des Etats-Unis. 

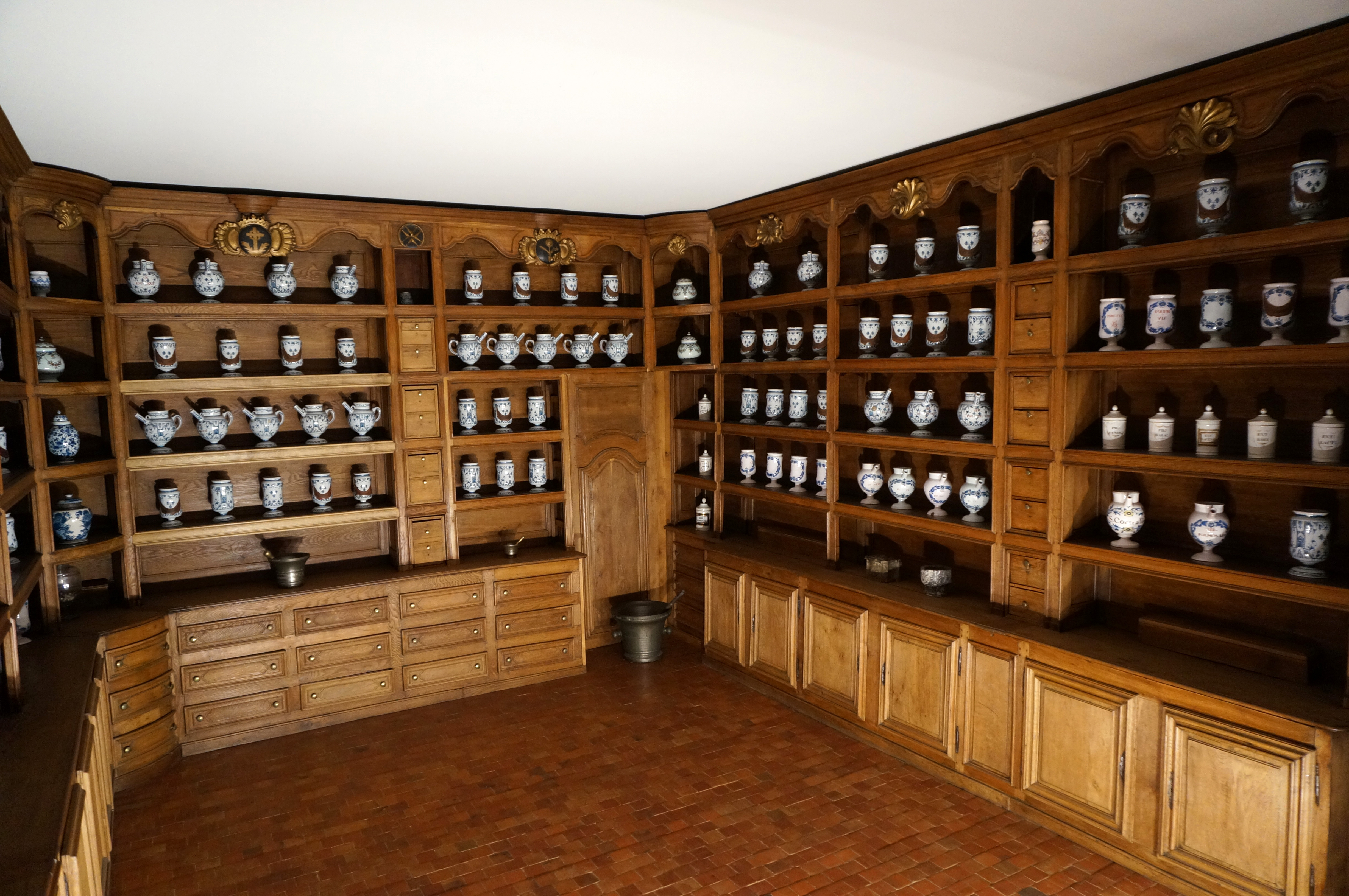
Apothicairerie de l'Hôtel Dieu, ensemble présenté au Musée de l'Ardenne.
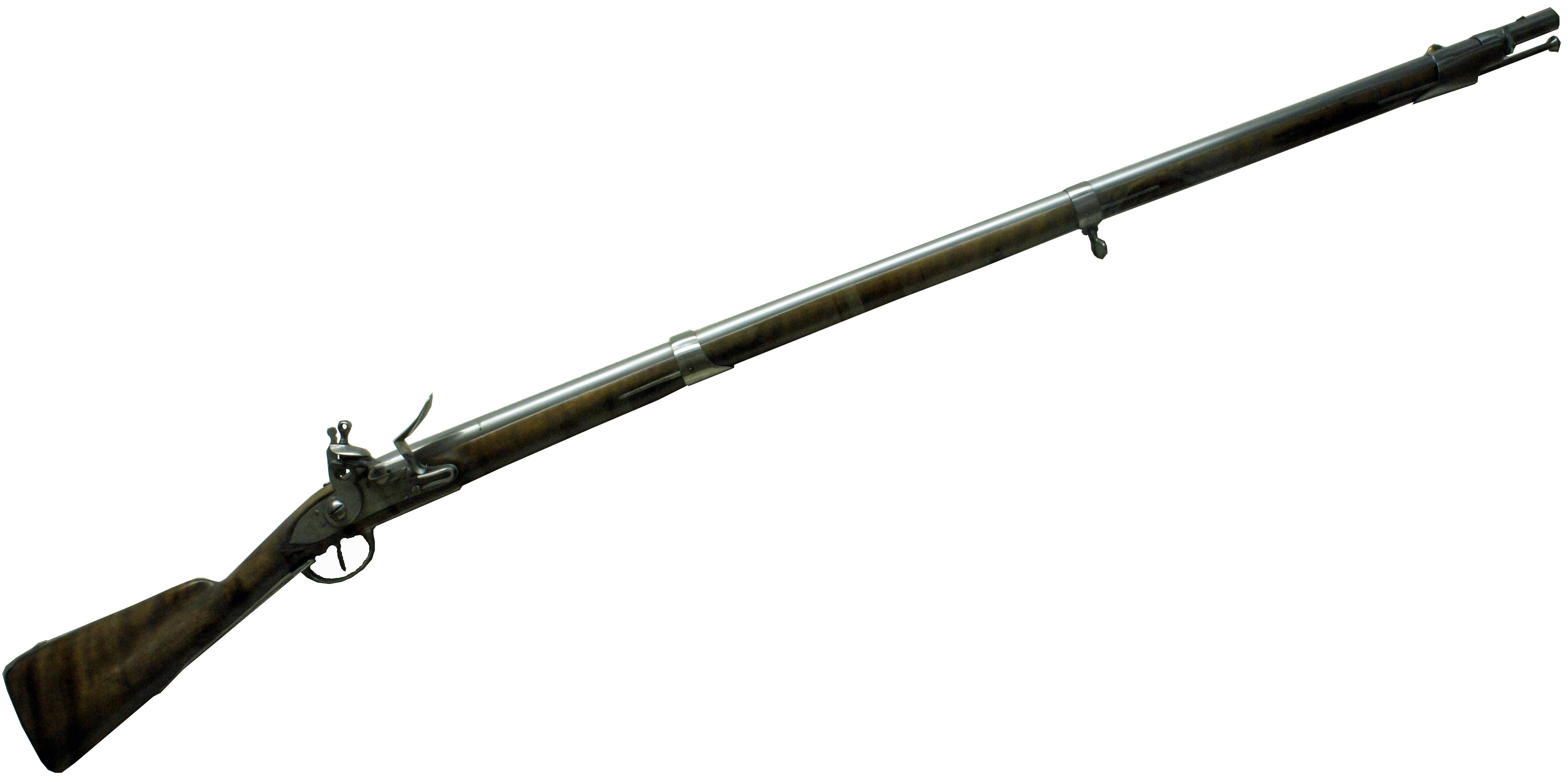
Fusil d'infanterie modèle 1766.
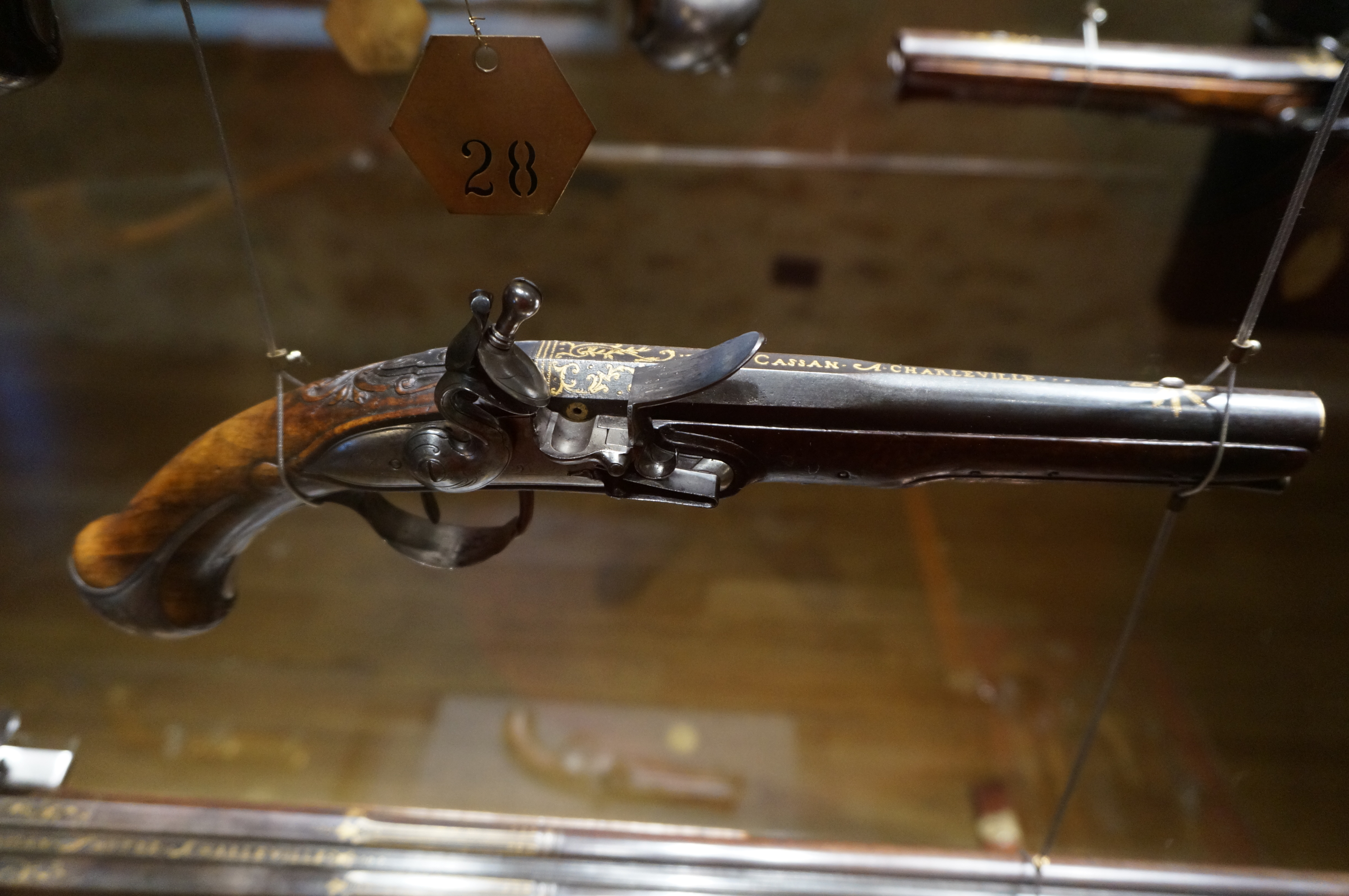
Pistolet Cassan-Nautre, collection du musée de l'Ardenne.

### XIXe–XXesiècles
- L'industrie métallurgique

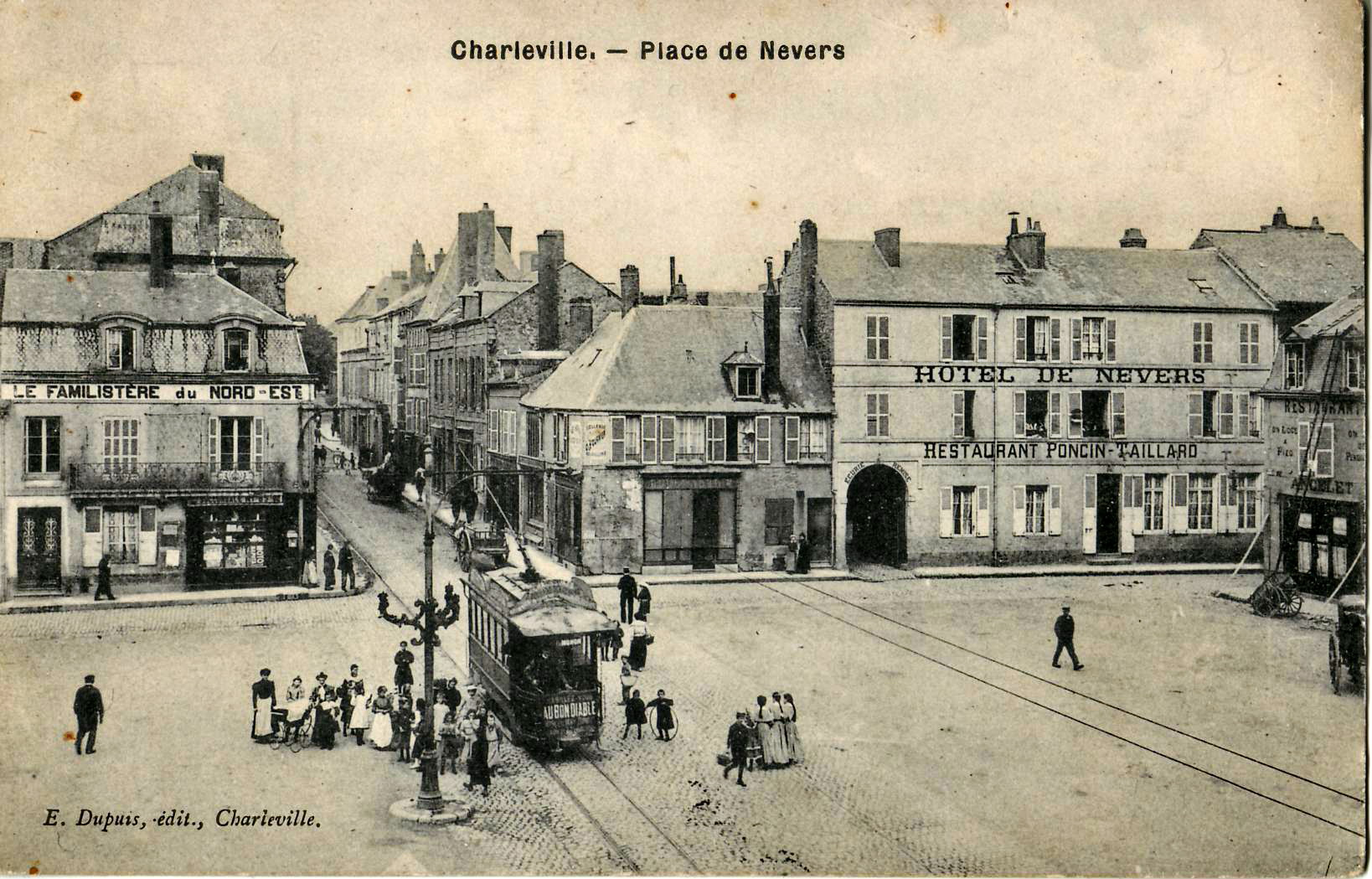
La ville fit desservie par le tramway de Charleville de 1899 à 1914, puis, sous administration militaire allemande, jusqu'à la fin de la Première Guerre mondiale. On voit ici l'un de ces tramways Place de Nevers à Charleville

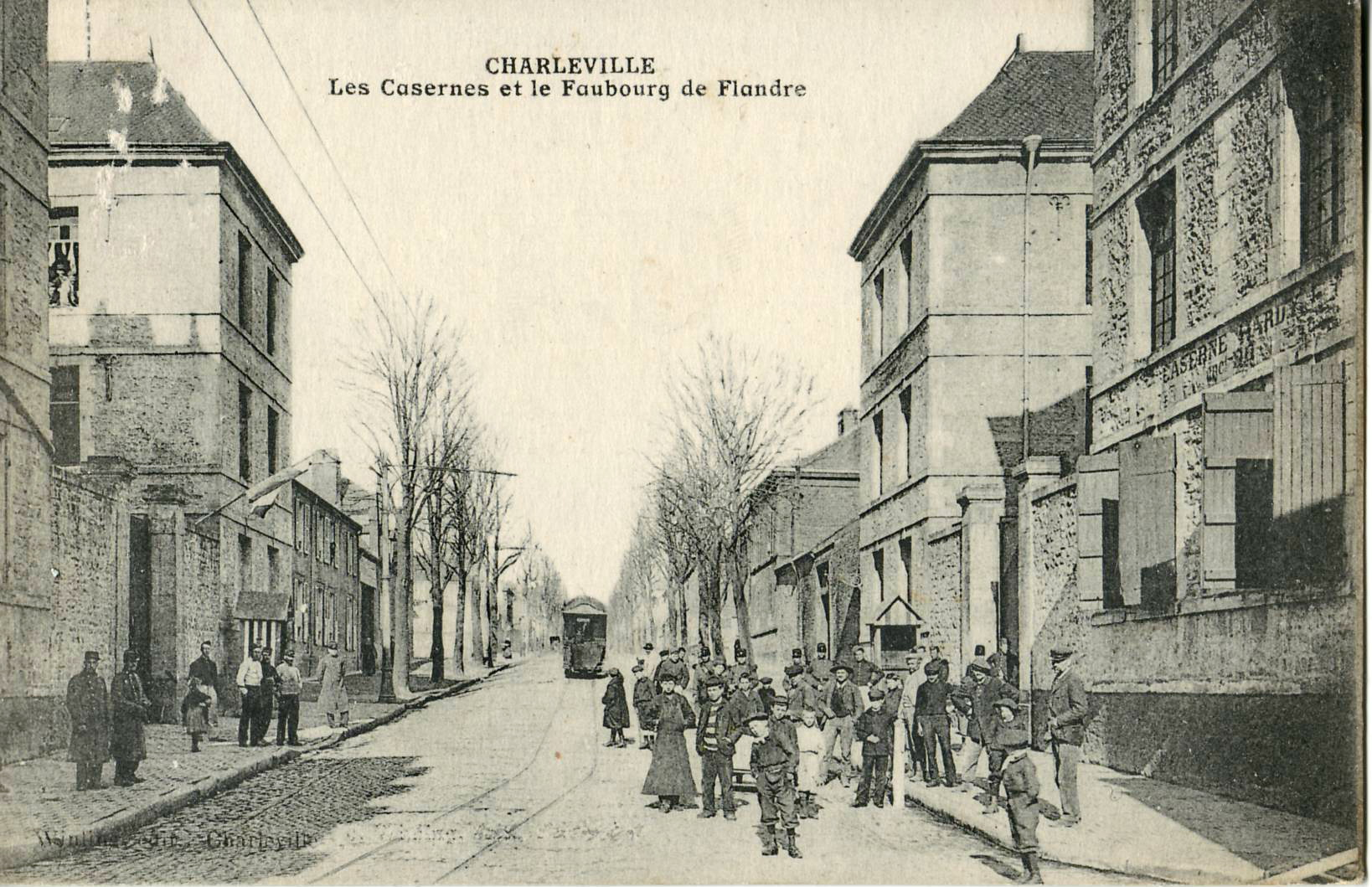
Le Faubourg de Flandre et les Casernes

La ville s'est surtout développée aux XIXe et XXe siècles grâce à l'industrie métallurgique, avec la croissance de nombreuses petites usines et ateliers, comme la clouterie Gailly, la forge Moreaux, l'usine Jubert, et la fonderie Corneau devenue usine Deville.
- Arthur Rimbaud

Charleville est la ville de naissance du fameux poète Arthur Rimbaud, né en 1854 au 12, rue Napoléon (aujourd'hui rue Pierre Bérégovoy). C'est également à Charleville qu'il est enterré, au cimetière de l'avenue Boutet. Aujourd'hui, deux lieux sont consacrés au poète : le musée Arthur Rimbaud et la maison des Ailleurs.
- L'impact des guerres mondiales

La ville a souffert lors de chaque conflit. Lors de la Guerre franco-prussienne de 1870, elle a été le théâtre proche de la chute du Second Empire à Sedan. Lors de la Première Guerre mondiale, elle passe sous administration militaire allemande jusqu'à la fin de la guerre et abrite le quartier général de l'Empereur Guillaume II et du Kronprinz (prince héritier allemand). Lors de la Seconde Guerre mondiale, la ville se vide presque complètement de ses habitants dès le début du conflit (ordre d'évacuation oblige). Le quartier de la place de Nevers brûle pendant plusieurs jours sans que les pompiers interviennent (il en est de même de la synagogue du XVIIIe siècle bombardée). À chaque conflit mondial, la ville et sa région sont déclarées « zone de peuplement » (1er conflit), littéralement colonie, ou « zone interdite » (2e conflit), ce qui ne facilite pas le ravitaillement et la circulation des biens et des personnes. Les Ardennes sont, avec le Bas-Rhin, le seul département de France à appliquer l'ordre d'évacuation (chaque commune du département avait un jumelage avec une commune des Deux-Sèvres), durant laquelle le train transportant la plupart des archives départementales a été bombardé.

## Politique et administration
| Période                                  | Période           | Identité                                 | Étiquette        | Qualité |
| ---------------------------------------- | ----------------- | ---------------------------------------- | ---------------- | --- |
| Les données manquantes sont à compléter. |                   |                                          |                  | |
| Février 1790                             | 4 décembre 1792   | Louis-Antoine Mena                       | [réf. souhaitée] | Avocat au Parlement Conseiller au grand Sénat de Strasbourg Maîtres des verreries royales de Saint-Quirin et Monthermé                                                                                  |
| 4 décembre 1792                          | 19 janvier 1794   | Jean Frougnut                            | [réf. souhaitée] | Avocat au Parlement Procureur au Baillage de Charleville |
| 19 janvier 1794                          | mars 1800         | Louis Philippe Regnault-Brincourt        | [réf. souhaitée] | Négociant |
| Mars 1800                                | (≈ 1801 à 1802)   | Tisseron                                 | [réf. souhaitée] | [réf. souhaitée] |
| (≈ 1801 à 1802)                          | (≈ 1803 à 1804)   | Louis-Antoine Mena                       | [réf. souhaitée] | Avocat au Parlement Conseiller au grand Sénat de Strasbourg Maîtres des verreries royales de Saint-Quirin et Monthermé                                                                                  |
| 1804                                     | 1815              | Jean-Nicolas Forest                      | [réf. souhaitée] | Notaire (1784 → 1815) Député des Ardennes (1815) |
| 30 décembre 1815                         | 29 septembre 1821 | Jean-Vivant Dominé de Feret              | [réf. souhaitée] | [réf. souhaitée] |
| 29 septembre 1821                        | 8 juillet 1829    | François-Xavier Camus                    | [réf. souhaitée] | Négociant Fabricant de clous Chevalier de la Légion d'honneur (date?) . |
| 8 juillet 1829                           | 8 septembre 1830  | Paul François Gustave Guillaume-Dufay    | [réf. souhaitée] | Avocat Magistrat (France) Procureur Impérial à Chalon-sur-Saône |
| 8 septembre 1830                         | mars 1848         | Nicolas Sébastien Stévenin (1789-1849)   | [réf. souhaitée] | Notaire (1814 → 1826) Conseiller général de Charleville (1842 → 1848) Chevalier de la Légion d'honneur (date?) .                                                                                        |
| 5 mars 1848                              | septembre 1848    | Jean-Eugène Rousseau                     | [réf. souhaitée] | [réf. souhaitée] |
| 8 septembre 1848                         | 1870              | Guillaume-Adolphe Lechanteur (1803-1877) | [réf. souhaitée] | Négociant Fabricant de clous. |
| 26/08/1870                               | 15/01/1871        | Gustave Gailly                           | Centre gauche    | Maître de forges Industriel Député des Ardennes (1871 → 1880) Sénateur des Ardennes (1880 → 1903) |
| 15/01/1871                               | 1872              | Jules Millart                            | [réf. souhaitée] | Avocat |
| 1879                                     | 1891              | Émile Corneau                            | Gauche radicale  | Industriel Député des Ardennes (1880 → 1893) |
| 1892                                     | 1904              | Edmond Bouchez-Leheutre                  | Rép. opp.        | Avocat |
| 1904                                     | 1912              | Émile Autier                             | [réf. souhaitée] | Négociant |
| 1912                                     | 1919              | Edmond Bouchez-Leheutre                  | Rép. opp.        | Avocat |
| 1919                                     | 1925              | Gaspard Vassal.                          | [réf. souhaitée] | Pharmacien Médecin Industriel |
| 1925                                     | 1940              | Charles Boutet                           | SFIO             | Journaliste, rédacteur politique au Socialiste Ardennais Conseiller général de Charleville (1910 → 1940) Député des Ardennes (1928 → 1936)                                                              |
| 1941                                     | 1941              | Louis Faure                              | [réf. souhaitée] | Industriel (1916 → 1944) Maire nommé par le gouvernement de Vichy Démissionnaire |
| 1941                                     | 1944              | Pierre Manil                             | [réf. souhaitée] | Avocat à Charleville Maire nommé par le gouvernement de Vichy Chevalier de la Légion d'honneur (date?) .                                                                                                |
| 1944                                     | 1959              | Jacques Bozzi                            | SFIO             | Professeur de Philosophie Député des Ardennes (1945 → 1946) Sénateur des Ardennes (1948 → 1955) Conseiller général de Charleville (1945 → 1958) Président du Conseil général des Ardennes (1945 → 1955) |
| 1959                                     | 1966              | André Lebon                              | SFIO             | Instituteur (1929 → 1936) Intendant universitaire (1959 → 1966) |

## Personnalités liées à la commune
- Paul Scarron (1610-1660), il y vécut dans ses 13e et 14e années[18]
- Edmond Dubois-Crancé (1747-1814), révolutionnaire et homme politique, y est né.
- Adrien Pierre Barthélemy Cochelet (1753-1804], né à Charleville, député de la principauté d'Arches aux États généraux de 1789, père du suivant.
- Adrien-Louis Cochelet (1788-1858), diplomate, haut fonctionnaire, homme politique et explorateur, préfet de la Meuse.
- Arthur Rimbaud (1854-1891), poète français, y est né.
- Jules Cardot (1860-1934), bryologiste français, y a vécu jusqu'à sa mort en 1934.
- Jean-Baptiste Clément (1836-1903) y passe en 1885 et fonde le cercle d'études socialiste, l'Étincelle de Charleville et la Fédération socialiste des Ardennes.
- Émile Pierre (1883-1969), directeur de la photographie (domaine cinématographique) y est né.
- Marcelle Sauvageot (1900-1934), enseignante et écrivaine.
- Jean Follain (1903-1971), écrivain français, y a en partie habité entre 1953 et 1961.
- Madeleine Mouton (1910-1948), « l'empoisonneuse de Berthelot -nom de la commune au temps de l'Algérie française- », l'unique femme guillotinée en Algérie française, y réside enfant et s'y marie en 1929.
- Jacques Félix (1923-2006), marionnettiste et fondateur de l'Institut international de la marionnette et du Festival mondial des théâtres de marionnettes, est né et mort à Charleville.
- Mario David (1927-1996) acteur